# Adrien Pelerin

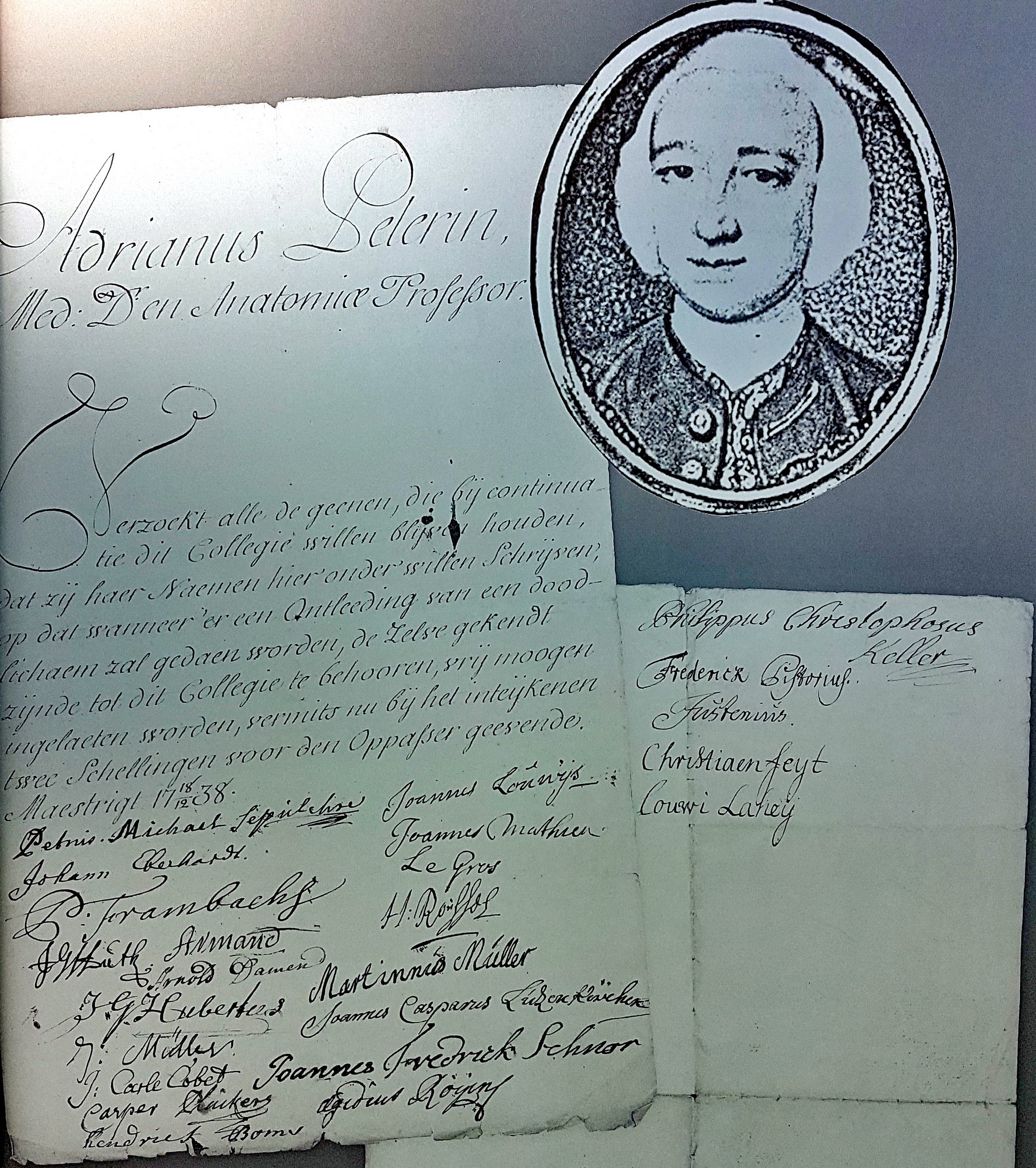
Portret van Adrien Pelerin en intekenlijst van een openbare anatomieles, 1738

Adrien Pelerin, ook: Pélerin of Pellerin (Leiden, 22 juni 1698 - Maastricht, 6 februari 1771), was de eerste hoogleraar geneeskunde in Maastricht.

## Biografie

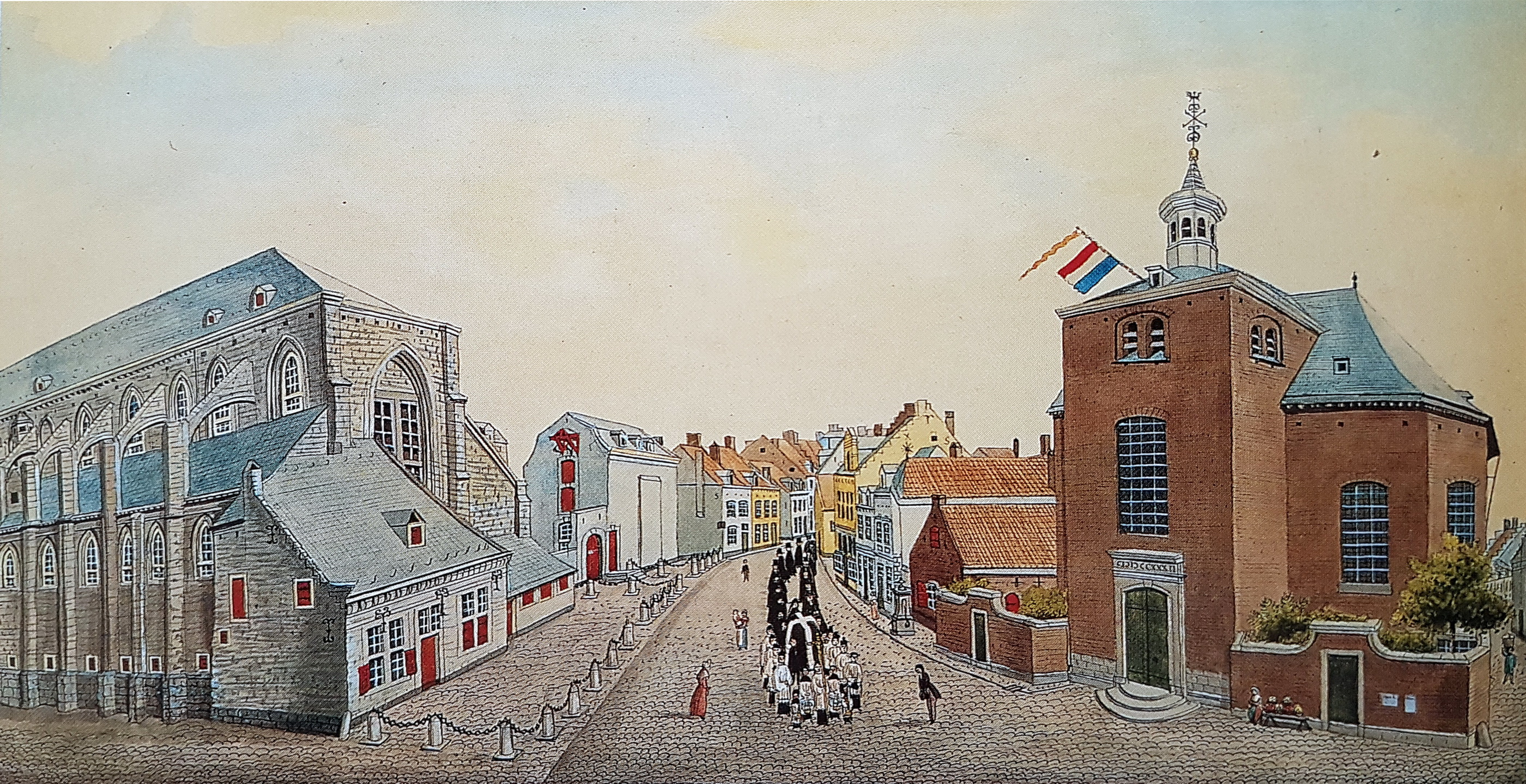
Gezicht op de Sint Pietersstraat in Maastricht. Links het Militair Hospitaal in het Oude Minderbroedersklooster; rechts de Waalse kerk (Philippe van Gulpen, ca. 1845)

Adrien Pelerin werd op 22 juni 1698 geboren te Leiden, als zoon van de brouwer Adrien Pelerin en Marie Chrouët. Beide ouders waren hugenoten. Zijn vader kwam uit het Franse Saint-Quentin. Zijn moeder was afkomstig uit Olne, in het Land van Herve, vlak bij Luik. De familie Chrouët was een gerenommeerd artsengeslacht in het Prinsbisdom Luik. Pelerin gebruikte later in publicaties de naam Pelerin Chrouë om zijn verbondenheid met de familie van zijn moeder aan te geven.
Pelerin was opgeleid in Leiden in de periode van Boerhaave en Albinus. In 1719 promoveerde hij op een proefschrift over de pokken, getiteld Dissertatio medica inauguralis ‘de Variolis’. Na zijn studie was hij lid van het Collegium Chirurgicum (onder voorzitterschap van Boerhaave) en werd hij als doctor medicinae toegelaten tot de geneeskundigen in de stad. Zijn praktijk was gevestigd aan de Papengracht.
In 1736 werd hij benoemd als doctor medicinae en hoofd van het Militair Hospitaal te Maastricht. Hij organiseerde de medische zorg voor het omvangrijke garnizoen (met een wisselende bezetting van 4.000 tot 11.000 soldaten) en was actief betrokken bij het toezicht op de gezondheidszorg in de stad. Het Militair Hospitaal was in de achttiende eeuw onderdeel van de Sint Pieterskazerne, ondergebracht in het Oude Minderbroedersklooster. Pelerins jaarwedde bedroeg 700 gulden. Vanaf 1738 gaf hij openbare anatomische lessen voor de doctores medicinae en chirurgijns, en voor  studenten van de Illustre School in Maastricht. In verband met deze colleges anatomie verleende de Raad van State hem de titel van Professor Anatomiae en Chirurgiae.
In 1762 trad hij terug als hoofd van het Militair Hospitaal, waar hij werd opgevolgd door Joannes Bernardus Vrijthoff (1724-1793), die al vanaf 1749 als tweede arts aan het hospitaal verbonden was. Wel bleef Pelerin nog hoogleraar aan de Illustre School en zette hij zijn anatomische lessen voort. Hij kocht een buitengoed aan de rand van het Ravensbosch bij Valkenburg en trok zich geleidelijk terug uit het openbare leven.
Pelerin was lid van de Hollandse Maatschappij der Wetenschappen. Hij was verschillende malen schepen van Brabantse zijde in het tweeherige Maastricht. Daarnaast was hij regent van het Gereformeerd Weeshuis (1746, 1750) en medeoprichter van de Groote Sociëteit (1760).
In 1771 overleed hij op 72-jarige leeftijd, na een actief en veelzijdig leven. Hij werd begraven in de Waalse kerk in Maastricht.

## Huwelijk en nageslacht
Adrien Pelerin trad op 9 maart 1732 in het huwelijk met Marguerite Benion. Zij was de dochter van de dominee van de Waalse kerk in Leiden, bij wie hij op kamers woonde. Het echtpaar kreeg drie kinderen: Marie (1732), Arien Louis (1738) en Henri (1743).
Hun oudste zoon Adrien Louis Pélerin (1738-1804) was jurist (gepromoveerd in Leiden, 1757), historicus en patriottisch gezind bestuurder. Hij was onder andere schepen en stadspensionaris van Maastricht, griffier van de Staten van Dalhem en luitenant-stadhouder van het Spaans Leenhof in het Land van Valkenburg. In de Franse Tijd moest hij deze functies opgeven. Hij liet verschillende geschriften na over de geschiedenis van de Landen van Overmaas en omliggende gebieden.
Een jongere zoon, Henri Pélerin (1743-?), studeerde eveneens geneeskunde in Leiden (gepromoveerd in 1765), was daarna waarschijnlijk enige tijd werkzaam in Hodimont (bij Verviers) en vertrok omstreeks 1789, mogelijk als gevolg van de Luikse Revolutie, naar Engeland.

## Nalatenschap
Behalve aan zijn eigen proefschrift, werkte Pelerin in Leiden aan de heruitgave van twee klassieke leerboeken: een herziene editie van de Bibliographiae Anatomicae van James Douglas (in samenwerking met Bernhard Siegfried Albinus) en in 1737 een uitgave van de commentaren van Louis Duret op de Prognostica Coacas Praenotationes van Hippocrates.
Pelerin woonde in Maastricht aan het Vrijthof, maar het exacte adres is niet bekend. In 2011 kreeg een uitbreiding van het academisch ziekenhuis Maastricht UMC+ de naam Adriaan Pelerintoren. In het gebouw is een oogkliniek gevestigd. In datzelfde ziekenhuis is de Dr. Adrien Pelerin Stichting gevestigd. Het is niet bekend welke doelstellingen de stichting heeft.
Het buitengoed Holswick aan de Beekstraat 6-8 in Valkenburg bestaat nog steeds, hoewel diverse malen verbouwd. Adriaan Louis Pélerin bouwde het landgoed van zijn vader in 1776 verder uit met een noordvleugel, waaraan een sluitsteen met de incorrect gespelde familienaam boven de inrijpoort herinnert. Het bouwwerk is sinds 1967 een rijksmonument. De Pélerinstraat in Valkenburg is genoemd naar een van zijn zonen, waarschijnlijk naar Hendrik Pelerin, die in 1772 het vlakbij gelegen Kasteel Den Halder had gekocht.

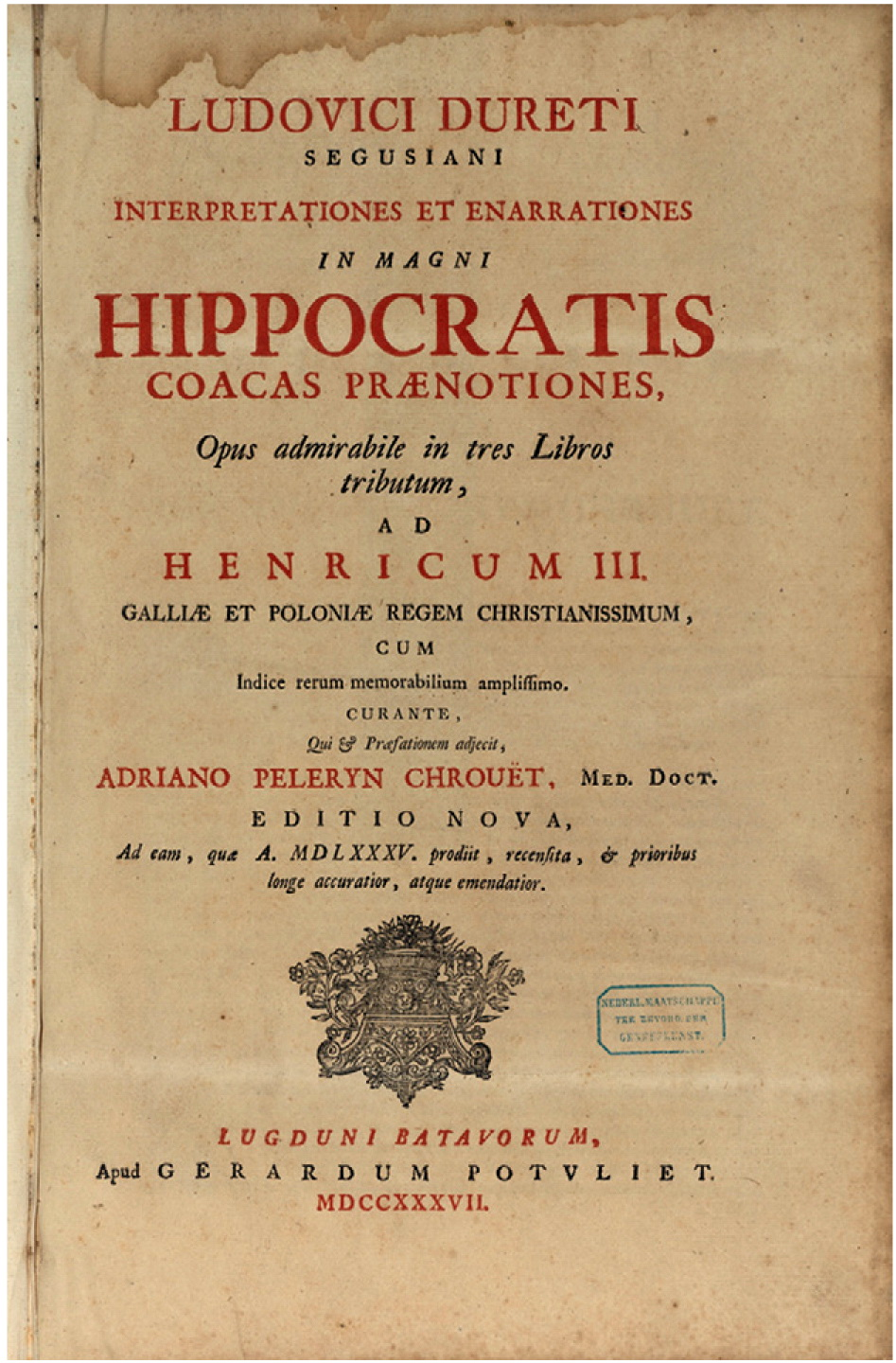
Heruitgave van Durets commentaren op Hippocrates' Prognostica, 1737
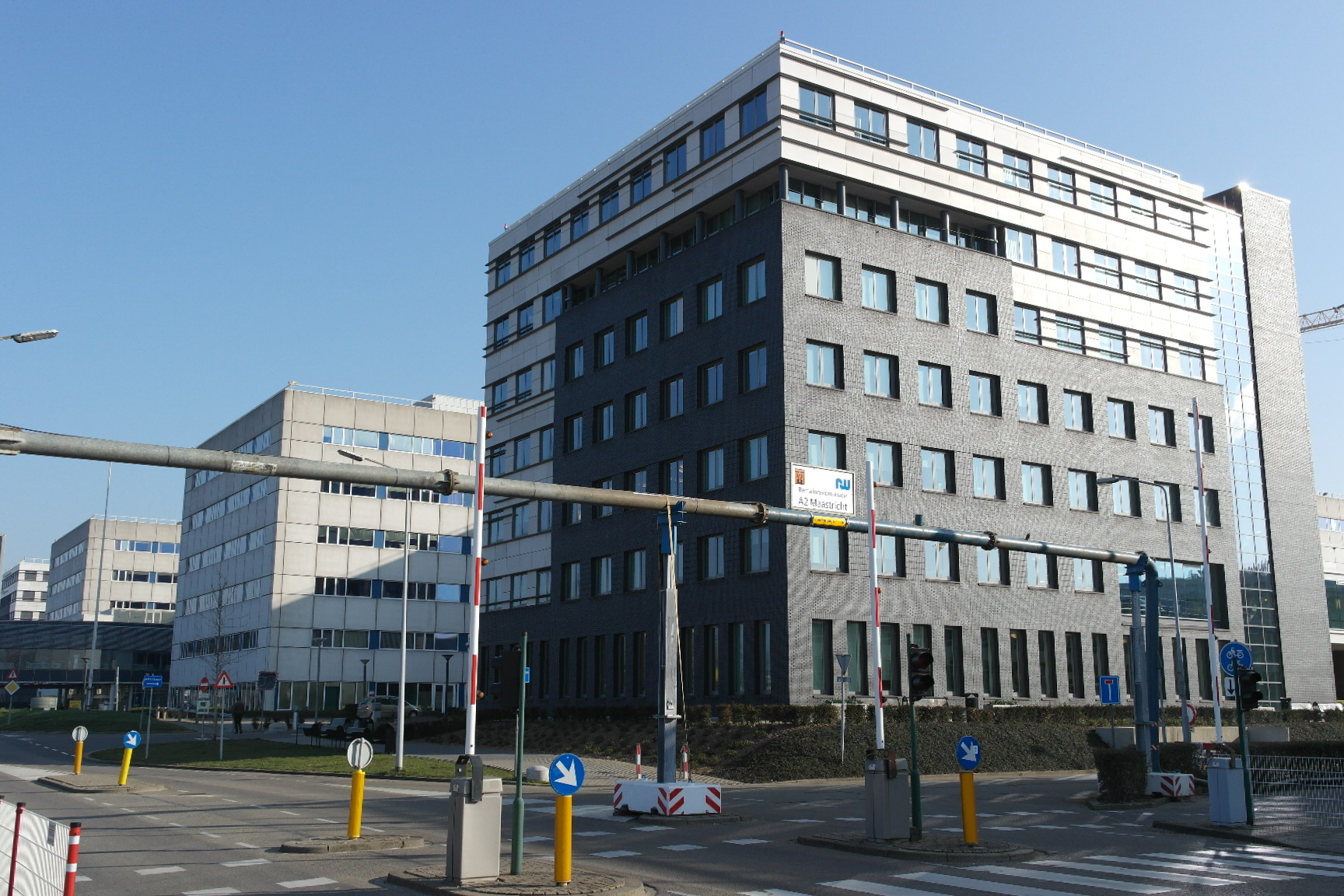
Adriaan Pelerintoren, MUMC+, Maastricht
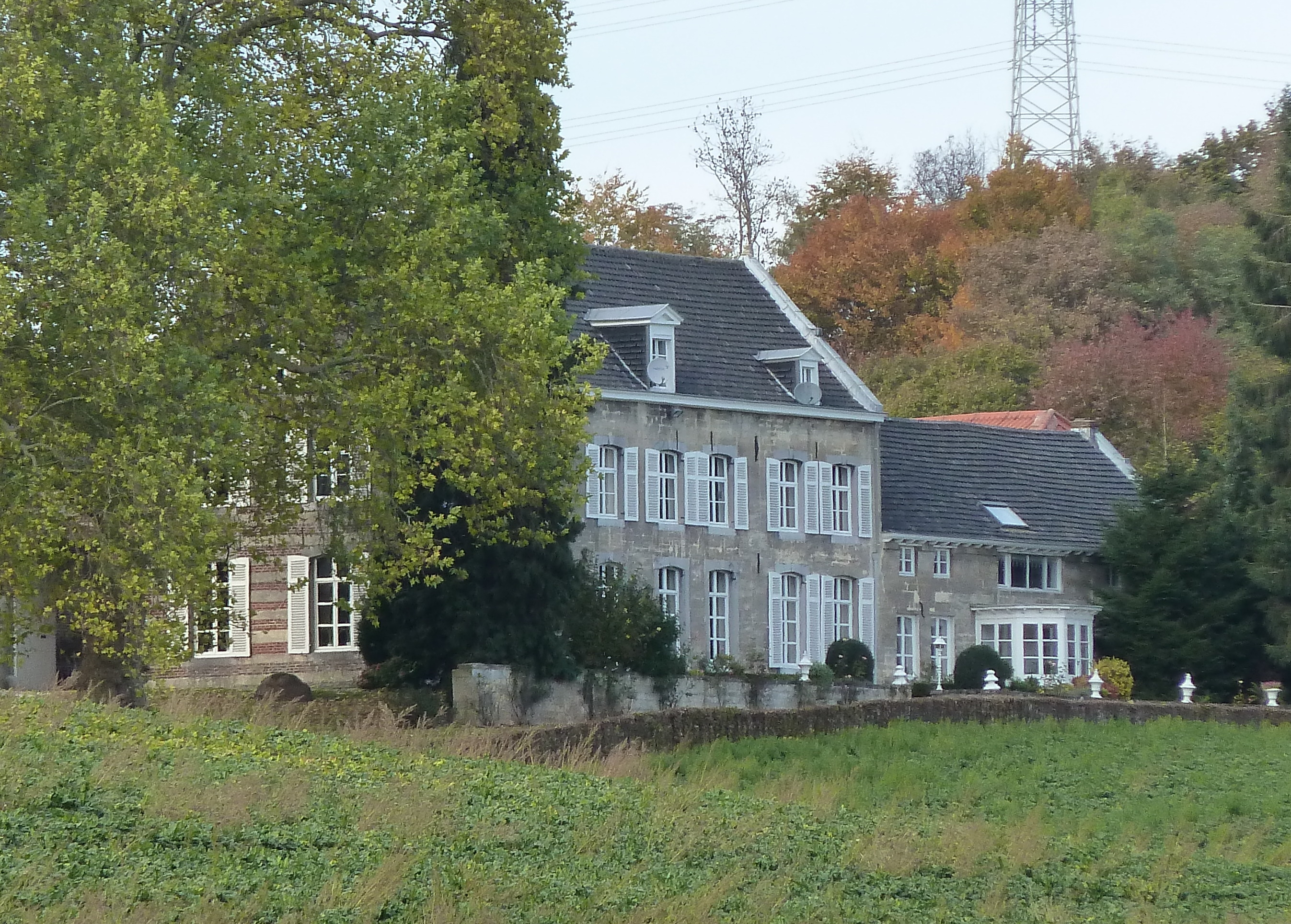
Landgoed Holswick in Valkenburg